# کالکتور، نیو ساوت ولز
کالکتور (به انگلیسی: Collector) یک شهرک در استرالیا است که در نیو ساوت ولز واقع شده‌است.